# Parco nazionale di Ashizuri-Uwakai
Il parco nazionale di Ashizuri-Uwakai (足摺宇和海国立公園?, Ashizuri Uwakai Kokuritsu Kōen) è un parco nazionale nella punta sudoccidentale dell'isola di Shikoku, in Giappone. Il parco è sparso su piccole aree lungo il lato occidentale di Shikoku tra le prefetture di Ehime e Kōchi. La principale caratteristica del parco è capo Ashizuri, la punta più meridionale dell'isola. Il capo è famoso per la sua estesa vegetazione subtropicale e le sue scogliere di granito, che offrono splendide vedute dell'Oceano Pacifico. Nakahama "John" Manjiro, il primo giapponese a visitare gli Stati Uniti d'America, nacque, naufragò e fu salvato nelle vicinanze del parco.